# Steve Englehart
Steve Englehart (Indianápolis, Indiana, 22 de abril de 1947) es un escritor estadounidense de cómics. Realizó sus trabajos más aclamados para Marvel Comics y DC Comics, durante la década de los 70, sobre todo en cómics de Avengers (1972-1975), Capitán América (1972-1975) y Batman (1977-1978). Englehart se graduó en la Universidad Wesleyana en Middletown, en el estado de Connecticut (Estados Unidos).
En 1977 fue nominado al Premio Eagle como Favourite Comicbook Writer ('Escritor de cómics favorito'). Al año siguiente, en 1978, fue premiado con el Premio Eagle como Favourite Writer ('Escritor favorito'), así como el de Roll of Honour ('Cuadro de honor'). Además, para los mismos premios Eagle, fue nominado como Favourite Single Story ('Historia individual favorita') por I'm the Batman en el n.º 472 de Detective Comics; como Favourite Continued Story ('Historia continuada favorita') por Detective Comics en los n.º 471 y 472; como Favourite Character ('Personaje favorito') por Batman; como Favourite Villain ('Villano favorito') por el Joker, y como Favourite Comic Book (Dramatic) ('Cómic favorito (dramático)') por Detective Comics. En 1979, nuevamente fue nominado como Best Comic Book Writer ('Mejor escritor de cómics') y Best Continued Story ('Mejor historia continuada') por Detective Comics. En 1979 fue invitado a la Comic-Con y como reconocimiento a su trabajo le entregaron un Inkpot Award.
Junto a Dennis O'Neil, Englehart es considerado el guionista de Batman más destacado durante la década de los 70. Para dicho personaje solo escribió seis historias cortas, las cuales fueron suficientes para considerar a su versión como «el Batman definitivo». En 1999 se recopilaron los números de Detective Comics desde el 469 hasta el 479 bajo el nombre de Batman: Strange Apparitions.